# علی دلاور
علی دلاور (زادهٔ ۱۳۲۰ در خرم‌آباد) پژوهشگر ایرانی است. پژوهش‌های او عمدتاً در زمینه آمار (توصیفی و پیشرفته)، روش‌های پژوهش، سنجش و اندازه‌گیری و ارزشیابی آموزشی است. 
او هم‌اکنون استاد دانشگاه علامه طباطبایی است و نخستین استاد ممتاز این دانشگاه محسوب می‌شود.

## گزیدهٔ آثار

### تألیف
- احتمالات و آمار کاربردی در روان‌شناسی و علوم تربیتی
- روش تحقیق و پژوهش در روان‌شناسی و علوم تربیتی
- مبانی نظری و عملی پژوهش در علوم انسانی و اجتماعی
- آمار به روش ساده
- آمار را مثل راحت‌الحلقوم بخورید

### ترجمه
- مقدمه‌ای بر نظریه‌های اندازه‌گیری (روانسنجی)
- آمار در علوم تربیتی و تربیت‌بدنی
- روش‌شناسی آزمایشی
- روان‌آزمایی